# Amigos del Bable
Amigos del Bable fue una asociación asturiana nacida en 1969 en Sama de Langreo.
Fue patrocinada por José León Delestal, Pedro Mario Herrero y Manuel Pilares. Fue León Delestal en su primera conferencia de presentación en sociedad de la asociación titulada En defensa del Bable, donde se anunciaba el propósito de lanzar en plazo breve una campaña permanente en favor de la fala de los astures a través de una revitalización de su poesía lírica y humorística.
En septiembre de dicho año, con motivo de la Feria Nacional del Libro, en Oviedo, proyectan la realización del Día del Bable, donde se pronuncia una conferencia sobre dicha lengua. Poco a poco, durante los años sucesivos, irán pronunciando conferencias similares por distintas locacalidades, entre las que destaca la celebrada en el Salón de los Espejos del Centro Asturiano de Madrid con el título Tres siglos de Poesía Bable.
Más tarde, entra a formar parte de la asociación el escritor y periodista Llorienzu Novo Mier, y se propicia la edición y grabación del disco de Andalucía y Asturies de Diego Terrero y Teodoro Cuesta en 1970, siendo el primero de otros lanzamientos discográficos posteriores. Fueron en total editados 13 discos no venales, también de tonada, hasta 1971.
En 1975 la asociación convoca la I Andecha de la poesía Bable, dirigida a los nuevos poetas en dicha lengua, y el premio recayó en la autora Florina Alías. Paralelamente, se celebró en diversas localidades de Asturias la Semana de la poesía Bable, con charlas y conferencias de distintas personalidades allegadas a la lengua vernácula de Asturias.
Posteriormente, en la II Andecha y III Andecha obtienen los premios el autor de monólogos José Campo Castañón (1976) y el dúo Cany González y Ángel Meana (1977) intérpretes de versión musical de la poesía de Constantino Cabal Ye pequeñina y galana, ya que durante la "III Andecha de la poesía en bable se homenajeó a dicho autor, realizando versiones musicadas de su libro L'Alborá de los Malvises.
Desde el año 1975 la asociación instituyó la concesión de la Xana del Bable destinada a reconocer y galardonar la labor depoetas, escritores, filólogos, investigadores, entidades,... etc relacionadas con Asturias, su lengua, sus costumbres, tradiciones y folclore, haciéndose entrega de ellas con ocasión de las Xustes poétiques del Bable, en las que se encuadran las Andeches, entre otras personalidades a Emilio Alarcos Llorach, Instituto de Estudios Asturianos, Gran enciclopedia Asturiana, Lorenzo Novo Mier, Jesús Neira, Radio Oviedo, Antonio García Oliveros, Alfonso Camín...
Entre sus proyectos estaba la creación de una revista de periodicidad trimestral escrita íntegramente en lengua asturiana. Sin embargo, debido a la irrupción del Surdimientu y la autonomía de Asturias, la asociación fue desapareciendo poco a poco, sustituyendo algunas de sus actividades por la Academia de la llingua y el Gobierno del Principado de Asturias.
- Datos: Q4595933